# Corto Maltès
Corto Maltès (Corto Maltese, en la versió original) és una sèrie de còmics i un personatge de ficció creat pel dibuixant italià Hugo Pratt, el 1967. Norma editorial és qui porta terme la publicació de les aventures de Corto Maltès en català des de 1992.

## Biografia de ficció
Hugo Pratt va idear la figura de Corto Maltès com a nascut el 10 de juliol de 1887 a La Valletta (Malta). El seu pare era un mariner britànic procedent de Cornualla i la seva mare era una gitana, que es deia "la nena de Gibraltar", nascuda a Sevilla. Com que l'origen del pare de Corto és britànic, se'l considera també com a súbdit britànic. La seva residència oficial és a L'illa d'Antigua, a les Antilles, però la seva residència preferida es troba a Hong Kong. Corto Maltès va viure bona part de la seva infantesa a Còrdova.

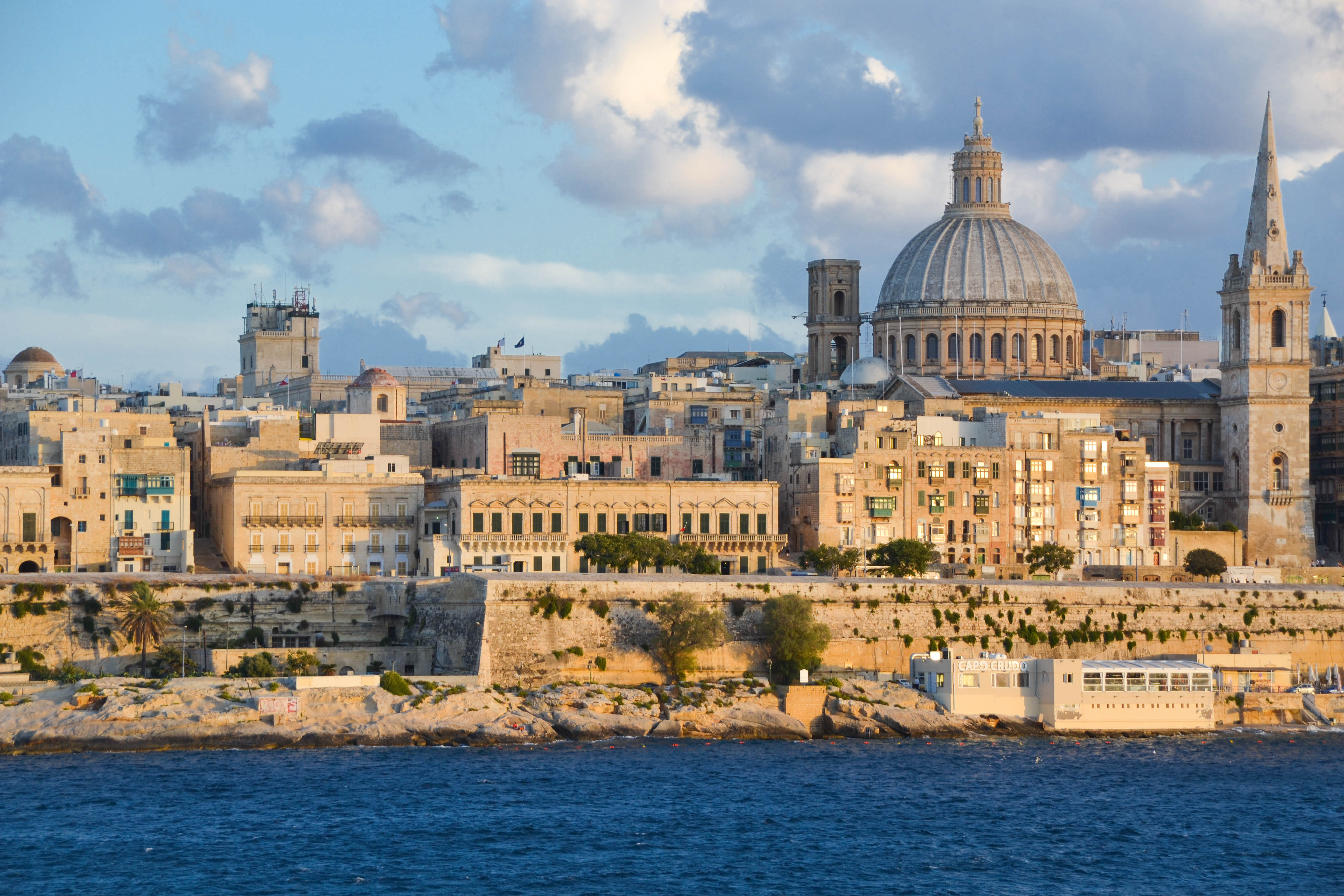
La Valetta, illa de Malta

La primera aparició de Corto es dona en el títol La balada de la Mar Salada (Norma Ed.), on Corto Maltès és recollit de l'aigua pel seu amic Rasputín. En aquest conte, narrat pel mateix oceà Pacífic, el protagonista ens dona una petita pista dels seus orígens. Narra com una amiga de la seva mare, una gitana anomenada Amalia, s'interessa per llegir el futur del jove en la línia de la fortuna de la seva mà. Però s'adona que Corto no tenia aquesta línia, això fa que el noi s'impressioni molt i decideixi fer-se el destí, i amb la fulla d'afaitar del seu pare es fa una línia de la fortuna al seu gust.
Però anteriorment a aquesta aventura van succeir altres fets, així l'any 1900 Corto Maltès viatja a la Xina, en plena Rebel·lió Boxer (Juny-Agost, 1900). I realitza la seva primera acció bèl·lica destruint un canó. Corto Maltès comptava llavors amb tretze anys (aquest episodi va ser relatat per l'assistent d'Hugo Pratt, Rafael Vianello i autentificat per l'autor). En la revolta de Manxúria, a finals de l'any 1904, durant la guerra Russo-Japonesa (febrer 1904- Setembre 1905), contrau amistat amb Jack London que era llavors corresponsal de guerra. Coneix també Rasputín, un desertor de l'armada tsarista, amb el que s'embarcarà cap a l'Àfrica a la recerca de les mines d'Or d'Etiòpia (La Joventut 1904-1905, Ed. New Comic).
Però es produeix un motí al vaixell i acaben anant cap a l'Argentina, on hi arriben el 1905. A la Patagònia, Corto i Rasputín es troben amb Butch Cassidy, Sundance Kid i Etta plau, els famosos fugitius dels Estats Units.
En 1907 Corto és a Itàlia, a Ancona, on coneix un tal Djougatchvili, el futur Stalin, llavors un modest porter d'un hotel. Gràcies a aquesta amistat, Corto sortirà sense perjudici d'un mal pas, 14 anys després, en "La Casa Daurada de Samarkanda" (Norma Ed).
Torna a l'Argentina el 1908, on es retroba amb Jack London. Entre 1908 i 1913 Corto fa escala a Marsella, a Tunísia, a Les Antilles, va a Nova Orleans, a l'Índia i de nou a la Xina. Per a Juan Antonio de Blas, un especialista en l'obra d'Hugo Pratt, Corto és el 1910 l'oficial de segona en el Bostonian, un navili que fa la ruta entre Boston i Liverpool. A bord del mateix Corto emprèn la defensa de John Reed, futur dirigent de la internacional comunista, que llavors no era més que un grumet, acusat pel capità del vaixell d'haver provocat la mort d'un altre grumet. Corto va aconseguir la innocència de Reed a l'hora del procés, però pagant el preu de passar a formar part des de llavors de la "llista negra" de capitans.
Per la qual cosa Corto es converteix en un pirata. L'any 1913 treballa per al misteriós "Monjo" al Pacífic Sud. El 31 d'octubre s'amotina la tripulació de Corto (a fi de robar l'armament que transportaven) i és abandonat en mig del mar flotant a la deriva crucificat en una planxa de fusta. L'endemà al matí l'1 de novembre de 1913 és rescatat per Rasputín, com es comenta més amunt, que també forma part de l'organització secreta del Monjo. Aquest és el començament de "La Balada de la Mar Salada" i és la primera aparició de Corto Maltès dins de l'obra d'Hugo Pratt. 	
Una vegada arriben a la imaginària illa de l'Escondida (169º de longitud oest i 19º de latitud sud) Corto Maltès i els seus companys d'aventura s'assabenten per mitjà del Monjo del començament de la Guerra a Europa. Començaran així, a traficar carbó en benefici dels vaixells alemanys. En aquesta aventura es veuen implicats també Pandora i Cain, dos joves cosins que són rescatats per Rasputín i que després voldrà utilitzar com a ostatges per a un possible rescat. I un dia qualsevol de gener de 1915 Corto Maltès i Rasputín deixen L'Escondida en direcció a l'illa Pitcairn.
Comencen les aventures sud-americanes que pertanyen al cicle "Sota el signe de Capricorn" i "Sempre una mica més lluny". El 1916, Corto Maltès, en companyia del professor de la Universitat de Praga Jeremías Steiner i d'un jove anomenat Tristán Bantam, fa el trajecte de Paramaribo, Saint-Laurent-du-Maroni, al Brasil va a Salvador de Bahia i a la desembocadura de l'Amazones. El 1917 es trasllada a Saint-Kitts a les Antilles, a les Hondures Britàniques (Belize), a Maracaibo a Veneçuela, a Hondures, a les Barbados, entra al delta de l'Orinoco i a la selva amazònica peruana.
Corto travessa l'oceà Atlàntic i arriba a Europa l'any 1917. "Les cèltiques" comencen a Venècia. Després va al mar Adriàtic durant la batalla de Caporetto (24 octubre 1917), a Dublín dins d'una Irlanda en lluita per la independència i a Stonehenge, a Anglaterra, enmig de fades i corbs garlaires en el títol "Son d'un matí d'hivern". A la primavera de 1918 Corto es troba a França on presencia el 21 d'abril el final del Baró Roig, abatut al cel. Les platges del mar del Nord posen el final a "les cèltiques".
Quan comencen "Les etiòpiques" han passat uns 12 mesos a tot estirar, Corto Maltès es troba al Iemen. Cush el Guerrer Danakil, fa la seva aparició dins del primer episodi, En el nom d'Al·là, compassiu i misericordiós. El 13 de setembre passa a la Somàlia Britànica, en "Un tret des de les figues de moro". Torna a Etiòpia (a "Altres Romeus i d'altres Julietes"), després realitzarà una incursió a l'Àfrica Oriental alemanya al costat dels homes lleopards.
Torna a Hong Kong, on Corto viu en un barri "de mala fama, en la part baixa... una zona plena de lladres i de dones maques". Corto s'assabenta de la fi de la guerra l'11 de novembre de 1918. També hi troba Rasputín, cobert d'un gran impermeable, impacient per viure noves aventures. Així comença "Corto Maltès a Sibèria". Comandats per una societat secreta xinesa, les Llanternes Vermelles, parteixen a la recerca d'un comboi carregat d'or propietat de la família imperial russa. Però no serà tasca fàcil, perquè és transportat en un tren blindat sota el comandament de l'almirall Kolchak. El 1919, Corto arriba a Xangai, després de travessar tres fronteres: Manxúria, Mongòlia i Sibèria. Una zona bastant problemàtica durant aquesta època, perquè és el lloc d'enfrontament entre els bolxevics i les tropes de Rússia mantingudes per les potències occidentals. Corto torna a trobar-se amb Von Ungern-Sternberg, el baró boig, que sempre cerca la glòria en les seves bogeries. Després de la destrucció del tren del general Tchang el febrer de 1920 Corto torna a la seva casa de Hong Kong. Aquesta aventura asiàtica acaba dins de la província xinesa de Jiangxi, l'abril de 1920.
Després de tornar d'Àsia, Corto Maltès fa escala a Venècia entre el 19 i el 25 d'abril. Per viure una història que sembla eixida d'una obra de teatre: "Faula a Venècia". En la següent aventura apareix a l'illa de Rodes a la recerca d'un nou tresor. Corto arriba a l'illa del mar Egeu a la tardor. Aquí comença un nou periple a través d'Àsia que el conduirà des de les costes turques a les muntanyes afganeses. Durant prop d'un any Curt parteix a la recerca del tresor d'Alexandre el Gran. Desembarca a Adana, travessa Turquia fins i tot van després de creuar Azerbaidjan. Allà és detingut pels soldats de l'Exèrcit roig, es lliura de ser afusellat per un comissari del poble un gol expeditiu gràcies a una trucada de telèfon de Stalin, a qui Corto havia conegut anys enrere. Seguidament Corto travessa la mar Càspia des de Bakú a Krasnovodsk. I a més es retroba amb Rasputín dins de l'emirat de Bukharà. A Tadjikistan, els dos protagonistes seran testimonis de la mort d'Enver Pasha, el 4 d'agost 1922. Finalment arriben a l'Afganistan on es troba el tresor tan recercat. "La casa daurada de Samarcanda" arriba a la seva fi quan Corto i Rasputín travessen la frontera del Pakistan en companyia d'una companyia de soldats britànics.
Juny de 1923, Corto Maltès és a l'Argentina. En "Tango Curt" investiga sobre la desaparició de Louise Brookzowyc (cf. Louise Brooks), que havia aparegut a "Faula de Venècia". Haurà d'anar amb compte amb l'organització "Warsavia" (o Varsòvia), una xarxa de prostitució per a la qual treballava la jove dona. Corto es retroba amb Butch Cassidy i Maragda, vells coneguts i acabarà amb Estévez, el cap de la policia responsable de la mort de Louise. Deixa Argentina la nit del 20 de juny. 	
El 1924, Corto Maltès es passeja pels cantons suïssos, episodi recollit en l'àlbum "Les Helvètiques". Amb el professor Steiner va a Montagnola al costat de l'escriptor Hermann Hesse. Malgrat el seu escepticisme, Corto es confronta amb la imaginació suïssa. En somnis, beu del filtre de Paracels i es torna immortal. Ens roman el dubte... Era en veritat un somni?
El 1925 Corto Maltès, convidat per Leví Columbia, parteix a la recerca de l'Atlàntida, el continent de Mu al costat de Rasputín. Aquesta seria l'última aventura de Corto publicada.
El Desembre de 1928 Curt es troba a Harar, Etiòpia, acompanyat del novel·lista Henry de Monfreid i del paleontòleg i teòleg Pierre Teilhard de Chardin. Una aquarel·la d'Hugo Pratt apareguda a la Revista Curt ho testifica. El 1936 s'allista a les Brigades Internacionals i és partícip per última vegada d'aventures romàntiques en la guerra d'Espanya. El 1941, Cush dins de l'obra "Los Escorpins del desert" explica: "sembla que va desaparèixer durant la guerra d'Espanya". Però desaparèixer no vol dir morir.
D'altra banda Corto no mor durant la guerra d'Espanya. Així és la voluntat d'Hugo Pratt. Una voluntat mantinguda al llarg de les seves nombroses entrevistes. I el lector no pot dubtar a causa del començament introductori de La balada de la Mar Salada on apareix una petita carta datada el 1965 que fa referència a una altra carta prèvia, firmada per Pandora en la qual s'explica que Corto i Tarao viuen a la costa, i que són com oncles per als fills de Pandora. També comenta que Corto s'hagi afectat molt per la mort de Tarao "veig l'oncle Corto anar a asseure's només al jardí, davant el mar, amb la mirada perduda... "

## Personatges
Hugo Pratt utilitzà els seus coneixements d'història per guiar magistralment Corto en les seves aventures al llarg de tot el món, en l'època tan convulsa com interessant que fou el primer terç del segle xx, i a més, fer topar el seu destí amb personatges reals com un jove Stalin, el "contra-revolucionari" Ataman Semenov, el sanguinari Baró Negre (Roman Ungern von Sternberg), o el militar otomà Enver Paşa (Enver Bey), entre d'altres.
- Pandora (La dona somiada)

Pandora pertany a un família rica i apareix en el primer episodi de la sèrie juntament amb el seu cosí Caín, que ella cuida com un germà petit. Tant Pandora com Caín són salvats per Rasputín de morir ofegats al mig del mar. Pandora, tot i ser força jove, és bastant madura i també es caracteritza per ser una noia astuta, dolça, quan li convé i, a vegades, força misteriosa. Pandora és una jove amb un caràcter capaç de fascinar un home com Corto Maltés. En Corto, al llarg dels seus viatges, sempre portarà el record de Pandora dins del cor i el dia que en Corto s'assabenta que Pandora es casarà no pot evitar posar-se força pensatiu i melangiós. Ella serà en el record del nostre aventurer al llarg de tots els seus viatges. Ella és la dona desitjada però mai aconseguida, fins i tot un home com en Corto Maltès té amors platònics.
- Rasputin (El pirata amic)

En Rasputín i en Corto es van conèixer a Rússia, on van ser presentats pel periodista i després escriptor, Jack London. Del passat de Rasputín no se'n sap gran cosa, però el que sí que se sap és que Corto Maltés el va ajudar a escapar de Rússia en el moment que havia d'anar a fer el servei militar. Per tant, en Rasputín és un desertor del règim tsarista. Al llarg de la sèrie en Rasputín i en Corto es van trobant i viuen força aventures plegats amb l'objectiu d'aconseguir trobar tresors perduts i fer-se immensament rics. El personatge d'en Rasputín es planteja com l'antítesi d'en Corto. No obstant això, al principi de la història els dos són bastant iguals i serien capaços de fer el que fos per diners, però a poc a poc en Corto anirà canviant i no es deixarà comprar per diners. Arribarà un moment que en Corto i en Rasputín perseguiran els mateixos objectius, però amb maneres d'actuar molt diferents. L'únic i gran amic de Rasputín és clar que són els diners, però a en Corto li té, encara que a vegades no ho sembli, una estimació que no té a ningú més. En Rasputín no deixarà mai de tenir present que en Corto el va ajudar a escapar-se de Rússia, que li deu la llibertat.
- El mar (La gran amant de Corto)

Els mars i els oceans són la veritable pàtria de Corto Maltés. El protagonista d'aquesta sèrie és tot un mariner i navegant és lliure. A més a més, Corto coneix els mars i els oceans com el palmell de la mà i navegant se sent molt segur. Corto Maltés és un home tremendament atractiu i són moltes les dones que se n'enamoren allà on va, però ell només té ulls per a la mar. En aquesta sèrie d'animació els espais, tant els naturals com les ciutats, són molt reeixits i tenen molta importància, a vegades fins i tot es poden considerar un personatge més.

## Àlbums de Corto Maltès
Els àlbums estan en ordre segons la cronologia de les Aventures de Corto Maltès. Cada àlbum inclou una sèrie d'aventures.
- 1904-1905: La joventut

- 1. La joventut
- 1913-1915: La balada de la mar salada

- 2. La balada de la mar salada 
- 1916-1917: Sota el signe de Capricorn

- 3. El secret de Tristan Bantam
- 4. Ens veiem a Bahia
- 5. Samba amb Tiro Fisso
- 6. Una àguila a la selva
- 7. Tornarem a parlar d'aquells aventurers
- 8. Per culpa d'una gavina
- 1917: Sempre una mica més enllà

- 9. Caps i bolets
- 10. La conga de les bananes
- 11. Vudú pel senyor President
- 12. La llacuna dels bells somnis
- 13. Faules i Avis 
- 1917-1918: Les Cèltiques

- 14. L'àngel de la finestra d'Orient
- 15. Sota la bandera de l'or
- 16. Concert en do menor per a arpa i nitroglicerina
- 17. Somni d'un matí d'hivern
- 18. Vins de Borgonya i roses de Picardia
- 19. Teatre de varietats entre Zuydcoote i Bray-Dunes
- 1918: Les Etiòpiques

- 20. En nom d'Al là, el misericordiós i compassiu
- 21. El cop final
- 22. ... i altres Romeus i altres Julietes 
- 23. Lleopards
- 1918-1920: Corto Maltès a Sibèria

- 24. Corto Maltès a Sibèria
- 1921: Faula de Venècia (Sirat al Bunduqyyiah)

- 25. Faula de Venècia
- 1921-1922: La Casa Daurada de Samarkanda

- 26. La Casa Daurada de Samarkanda
- 1923: Tango

- 27. Tango
- 1924: Les Helvètiques

- 28. Les Helvètiques
- 1925:  Mû

- 29: Mû
Des del 2015, les històries de Corto Maltès són continuades per Juan Diaz Canales i Ruben Pellejero, sent els autors de:
- Sota el sol de mitjanit
- Equatòria
- El dia de Tarowean
- Nocturn berlinès

Una recreació independent del personatge per part del dibuixant Bastien Vivès i el guionista Martin Quenehen: Corto Maltese Ocean Noir (2021)